# 샴무라마트

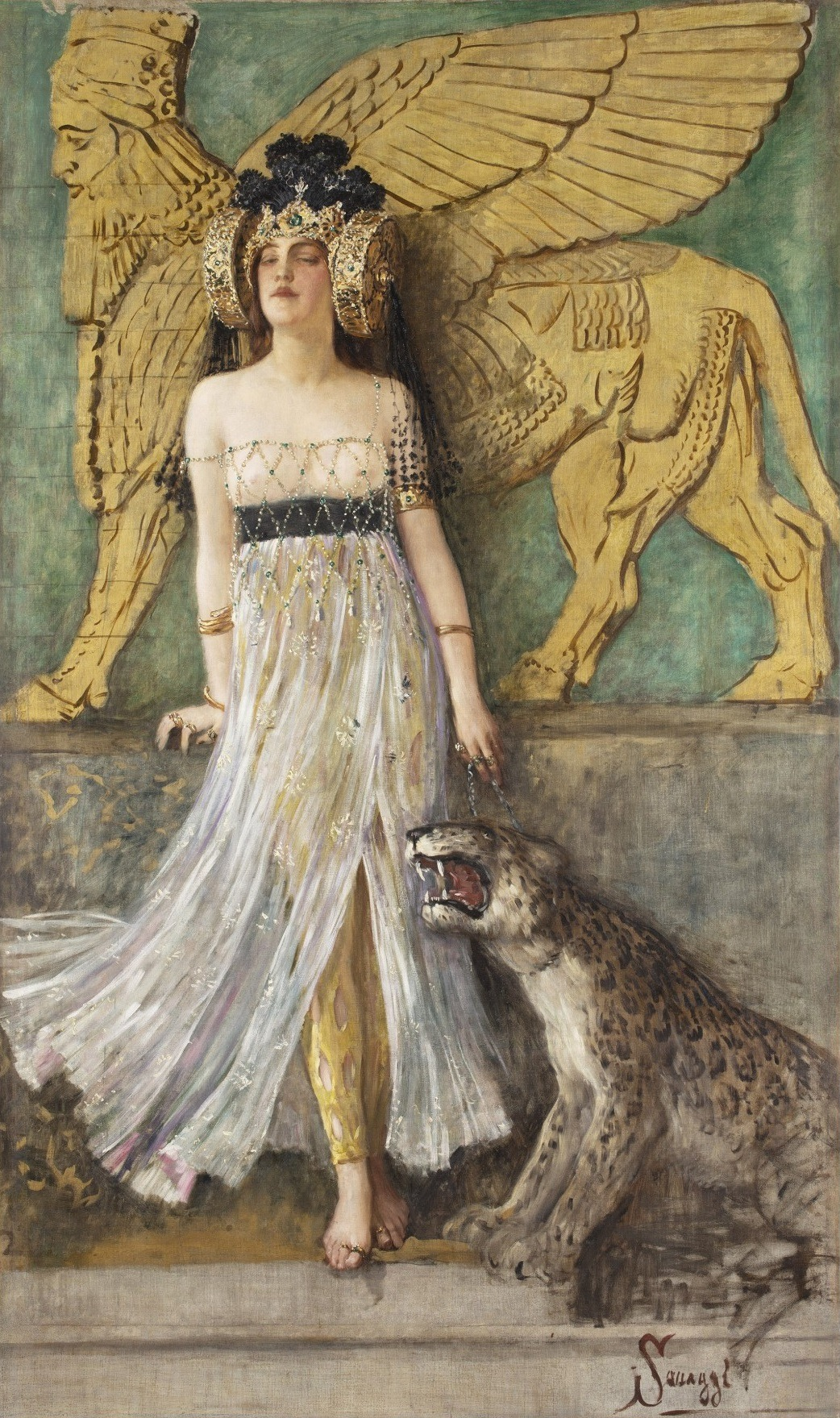
바빌론의 여왕 인 Semiramide는 Tortona의 화가 Cesare Saccaggi의 작품이다.

샤무-라마트(Shammu-ramat, 집정관, 재위 기원전 811년 ~ 808년)는 아시리아 제국의 전설상의 여왕이었다. 그녀의 모델은 기원전 9세기 아시리아 제국의 왕 샴시-아다드 5세의 왕비로 그녀의 왕자 아다드-니라리 3세의 섭정을 하였던 샤무라마트로, 킬리키아로 건너가 세미라미스가 되었다.

## 전설
전설에 따르면, 그녀는 재색을 겸비하였고, 사치와 허영을 좋아하여 호색하며 잔학무도하였다고도 전해진다. 그녀는 세계의 7대 불가사의 중 하나인 바빌론의 공중정원을 만들었다고 한다.
시리아의 여신 데르케트와 어느 시리아인과의 사이에서 태어났지만, 어려서부터 버림을 받아, 비둘기에게 교육을 받았다. 성장한 후, 니네베의 수도를 건축했던 아시리아 왕 니누스의 총애를 받아 왕자 니뉴아스를 낳았다. 그러나 최후에는 니뉴아스에게 배반당하게 되었는데, 신탁을 보다 니뉴아스의 모반을 알고 그에게 권력을 이양하고 비둘기가 되어 승천하였다고 전해 내려온다. 향년 62세, 섭정으로서재위는 42년에 달하였다. 또, “니누스 왕은 세미라미스가 독살하였다”라는 전설이 남아 있으며, 이것은 전설에 남아 있는 가장 오래된 독살 사건 가운데 하나이다. 그리하여 세미라미스 전설은 유럽의 연극과 가극의 소재로 즐겨 사용되었다.